# Ростовка (Омский район)
Росто́вка — посёлок в Омской области, административный центр Омского района и Ростовкинского сельского поселения.
Население — 5460 чел. (2018)

## Физико-географическая характеристика
Посёлок расположен в лесостепной полосе Омской области, в пределах Барабинской низменности, на левом берегу реки Омь. Высота центра над уровнем моря — 95 м. В окрестностях Ростовки распространены чернозёмы. Почвообразующими породами являются глины и суглинки.
Ростовка расположена в 2 км к востоку от городской черты Омска и 18 км к от центра города. Ближайший населённый пункт село Новомосковка расположено к западу от Ростовки.
Климат
Климат резко континентальный, со значительными перепадами температур зимой и летом (согласно классификации климатов Кёппена — влажный континентальный климат (Dfb)). Многолетняя норма осадков — 396 мм. Наибольшее количество осадков выпадает в июле — 62 мм, наименьшее в марте — 14 мм. Среднегодовая температура положительная и составляет + 1,2° С, средняя температура самого холодного месяца января − 17,7° С, самого жаркого месяца июля + 19,6° С.
Часовой пояс
Ростовка, как и вся Омская область находится в часовой зоне МСК+3. Смещение применяемого времени относительно UTC составляет +6:00.

## История
Основан в 1895 г. В 1928 г. деревня Ростовка состояла из 103 хозяйств, основное население — украинцы. Центр Ростовкинского сельсовета Корниловского района Омского округа Сибирского края.
В 21 июня 1977 года была заложена птицефабрика «Сибирская». В 1980 году были вручены первые ордера на квартиры для рабочих, сдан в эксплуатацию детский сад на 280 мест. В 1982 году открылась средняя школа на 840 мест, в 1991 году — Сибирская средняя школа № 2.
С 2004 года — административный центр Омского района.

## Население
| 2002  | 2006  | 2010  | 2011  | 2012  | 2013  | 2014  |
| ----- | ----- | ----- | ----- | ----- | ----- | ----- |
| 5489  | ↗5543 | ↘5468 | ↗5479 | ↗5507 | ↗5567 | ↗5618 |
| 2015  | 2016  | 2017  | 2018  | 2019  | 2020  | 2021  |
| ↘5609 | ↘5594 | ↘5518 | ↘5465 | ↘5395 | ↘5322 | ↗5587 |
| 2023  |       |       |       |       |       |       |
| ↘5493 |       |       |       |       |       |       |

## Транспорт
Ростовка расположена вблизи Сыропятского тракта. Транспортное сообщение с городом Омском на момент августа 2022 года обеспечивается:
- Автобус № 910[25] по маршруту пл. Победы - Новомосковка.
- Автобус №138 по маршруту пл.Победы - Новомосковка
- Автобус №126
- по маршруту 20 Линия-Новомосковка